# Edwardsville, Kansas
Edwardsville là một thành phố thuộc quận Wyandotte, tiểu bang Kansas, Hoa Kỳ. Năm 2010, dân số của xã này là 4340 người.

## Dân số
Dân số các năm:
- Năm 2000: 4146 người
- Năm 2010: 4340 người